# Schwarz-Eiche
Die Schwarz-Eiche (Quercus marilandica) ist ein Laubbaum aus der Gattung der Eichen. Ihr natürliches Verbreitungsgebiet befindet sich im Osten der Vereinigten Staaten.

## Beschreibung
Die Schwarz-Eiche ist ein kleiner, sommergrüner, etwa 10 m bis selten 15 m hoher, langsam wachsender und knorriger Baum oder Strauch. Der Stammdurchmesser erreicht über 45 Zentimeter. Ihre Borke ist schwarzgrau, rau, dick und in kleine Felder zerrissen. Die innere Rinde ist orangefarben. Junge Zweige sind im ersten Jahr filzig behaart, im zweiten Jahr kahl und braun.
Die Laubblätter sind breit verkehrt-eiförmig, meist 7 bis 20 Zentimeter lang und ebenso breit, derb mit stumpfer Spitze und abgerundeter Basis. Das obere Drittel ist flach drei- bis fünflappig. Die Lappen sind abgerundet und häufig mit einer kurzen, borstigen Granne versehen. Die Blattoberseite ist glänzend dunkelgrün und anfangs mit Sternhaaren bedeckt, die Blattunterseite ist heller und rostfarben behaart. Der Blattstiel ist 1 bis 2 Zentimeter lang. Die Blätter färben sich im Herbst braun oder gelb. Die Früchte sind länglich eiförmig etwa 2 Zentimeter lang und sitzen einzeln oder zu zweien auf einem dicken, kurzen und behaarten Stiel. Sie sind etwa zu einem Drittel bis zur Hälfte vom behaarten und mit breiten, angedrückten Schuppen versehenen Fruchtbecher umgeben. Die Schwarz-Eiche blüht im Frühling, die Früchte reifen im zweiten Jahr nach der Blüte.

## Verbreitung und Ökologie
Das Verbreitungsgebiet der Schwarz-Eiche liegt im Osten der USA und erstreckt sich vom Nordosten bis nach Florida und in die Präriestaaten. Dort wächst sie in artenarmen Wäldern und Gehölzgruppen auf mäßig trockenen bis frischen, sauren bis neutralen und sandigen Böden an sonnigen bis lichtschattigen Standorten in Höhen von bis zu 900 Metern. Man findet sie jedoch nicht auf kalkhaltigen Böden. Die Art ist wärmeliebend und frostempfindlich.

## Systematik und Forschungsgeschichte

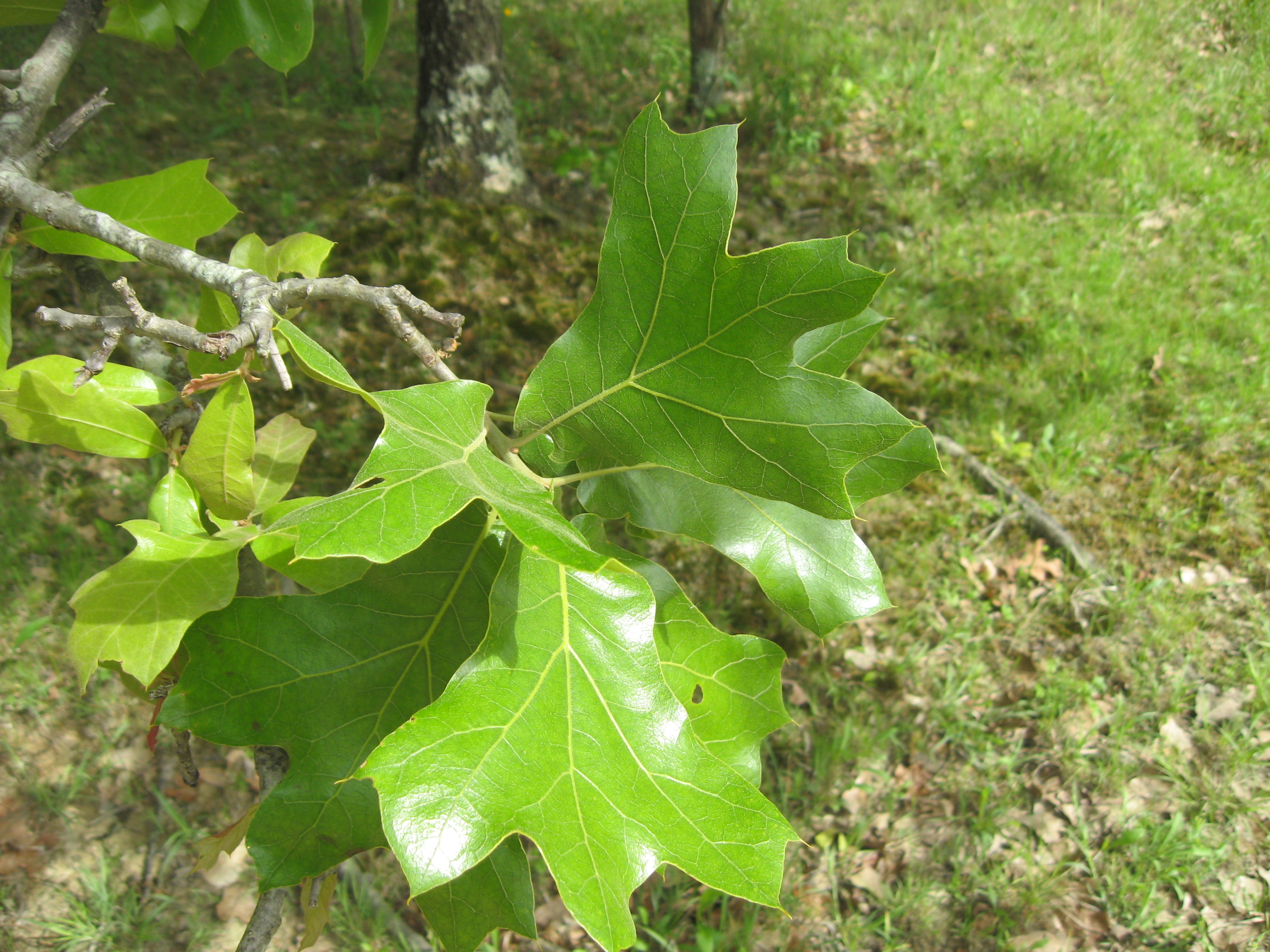
Blätter

Die Schwarz-Eiche (Quercus marilandica) ist eine Art aus der Gattung der Eichen. Sie wurde durch Otto von Münchhausen 1770 im fünften Band seines sechsbändigen Werks Der Hausvater erstbeschrieben. Synonyme der Art sind Quercus nigra Wangh. non L. und Quercus firruginea Michx.

## Verwendung
Das Holz wird selten und meist nur als Brennholz verwendet, doch ist die Art aufgrund der bemerkenswerten Herbstfärbung attraktiv. Die Choctaw benutzen Teile des Baums gegen Krämpfe und zur Unterstützung der Geburt.